# Will Self
Pour les articles homonymes, voir Self.
William Woodard Self [ˈwʊdɑːrd] , né le 26 septembre 1961 à Hammersmith dans le Grand Londres, est un écrivain et journaliste britannique.

## Biographie
Will Self naît à Hammersmith dans le Grand Londres ; descendant du ministre de l'Église d'Angleterre Nathaniel Woodard, son père, Peter Self, est universitaire à la London School of Economics et auteur de plusieurs livres, tout comme son frère, journaliste également. Will Self est ancien élève de l'University College School (en), Christ's College (Finchley) (en), et d'Exeter College, à Oxford. Il débute comme journaliste à la télévision et à The Observer, dont il est renvoyé en 1997 pour avoir pris de l'héroïne dans l'avion de la campagne électorale du candidat John Major.
Il reçoit le prix Tähtivaeltaja en 2000 pour son livre Les Grands Singes (The Great Apes) sorti en 1997,

### Vie privée
Il est marié à la journaliste Deborah Orr.[réf. nécessaire]

### Collaborations
- Alison Jackson. Confidential, produit en collaboration avec William A. Ewing, Charles Glass. Taschen (2007)
- Best Before End (avec Stephen Gill)

### Préfacier
- 2013 : The Complete Lyrics - Nick Cave : version augmentée et compilée de King Ink I et King Ink II et diverses lectures déjà parues, notamment en bootleg, écrites par Nick Cave  (ISBN 978-0-241-96658-7)

### Romans et nouvelles
[réf. incomplète]
- La Théorie quantitative de la démence (The Quantity Theory of Insanity, 1991), trad. Francis Kerline, Éditions de l'Olivier, 2001.

Recueil de nouvelles dans lequel on trouve concentrés ses principaux thèmes et même certains de ses futurs personnages.
- Vice-versa (Cock and Bull, 1992), trad. Marie-Claire Pasquier, Éditions de l'Olivier, 1996.

Parallèlement, une femme se réveille un matin dotée d'un pénis et un rugbyman est, quant à lui, pourvu d'un vagin.
- (trad. Francis Kerline), Mon idée du plaisir (My Idea of Fun, 1993), Éditions de l'Olivier, 1997.

« Une autobiographie allégorique » selon Self lui-même, qui décrit l'errance d'un garçon élevé dans une caravane dans un camping à Brighton.
- Grey Area, 1994 (nouvelle)
- The Sweet Smell of Psychosis, 1996 (nouvelles illustrées)
- Une histoire pour l'Europe, 1996

Une courte nouvelle où un nouveau-né étonne son entourage par une étonnante maîtrise innée de l'allemand commercial. À l'inverse, un grand manager a brutalement du mal à maîtriser le babil le plus élémentaire...
- Les Grands Singes (The Great Apes, 1997), trad. Francis Kerline, Éditions de l'Olivier, 1998.

Un homme se réveille le lendemain d'une nuit de débauche dans un monde qui semble avoir toujours été dominé par les chimpanzés. Même ses proches sont simiesques. Ses excès l'ont-il transformé lui aussi en animal ?
- Un roc de crack gros comme le Ritz, 1997
- Tough, Tough Toys for Tough, Tough Boys, 1998 (nouvelles)
- Ainsi vivent les morts (How the Dead Live), trad. Francis Kerline, Éditions de l'Olivier, 2001.
- Dorian (Dorian, an Imitation 2002), trad. Francis Kerline, Éditions de l'Olivier, 2004.

Version moderne du Portrait de Dorian Gray d'Oscar Wilde, adaptée dans l'Angleterre des années 1980, et particulièrement dans les milieux gays et drogués. Dorian, diplômé d'Oxford est un beau gosse, rapidement initié à une descente aux enfers hallucinante par un entourage homosexuel. Il est aussi l'objet d'une installation vidéo, réalisée par un artiste qui fige l'image de son esthétique parfaite. À moins que... L'auteur fustige au passage les années Blair et Lady Di, dans un style toujours très sex and drugs and rock and roll. Il délivre une réflexion sur l'image de soi et le sens de la vie et il s'auto-décrirait dans le personnage d'un écrivain drag queen.
- Dr. Mukti (Dr Mukti and Other Tales of Woe), trad Francis Kerline, Éditions de l'Olivier, 2006.

Le Dr Mukti est un psychiatre d'origine Indienne, qui lutte avec ses racines religieuses, (car il est issu d'une famille traditionaliste de brahmanes), ses convictions scientifiques, ses rancœurs (car il se sent végéter dans son Hôpital de banlieue) et, accessoirement, un collègue psychiatre plus médiatique, qui lui adresse parfois ses patients, dont il discute les diagnostics, et que le lecteur a déjà croisé dans la théorie quantitative de la démence ou les grands singes.
- Le livre de Dave (The Book of Dave, 2006), trad. Robert Davreu, Éditions de l'Olivier, 2010.

Livre dystopique, l'histoire rédigée par Dave, un chauffeur de taxi, qui aurait été bien plus tard retrouvée, puis érigée en livre sacré  par un groupe d'insulaires survivant bien plus tard à une apocalypse, revenus à une vie presque tribale, moyenâgeuse et pleine de rites étranges et d'animaux fantastiques. Ils utilisent une langue construite nouvelle, cohérente, qui ressemble à l'anglais, au cockney, mais emprunte beaucoup au langage spécifique de Dave le chauffeur de taxi, dont ils ont retrouvé les écrits.
- No smoking (The Butt, 2008), trad. Francis Kerline, Points, 2009.

Un homme en vacances dans une île exotique décide d'arrêter de fumer. Jeter son ultime mégot aura des conséquences inattendues. Il se débattra, abandonné au bout du monde, dans un système de réparation tribal qui le dépasse, pour s'affranchir de son geste malheureux.
- Le piéton de Hollywood (Walking to Hollywood, 2010), trad. Francis Kerline, Éditions de l'Olivier, 2012.

Une déambulation autobiographique hallucinée qui nous mène d'Hollywood aux côtes britanniques. Dans sa post face, Will Self lui-même, dit de son livre : « ...ce livre si tordu, décousu, et mélancolique... »
- Parapluie (Umbrella, 2012), trad Bernard Hœpffner, Éditions de l'Olivier, 2015

sélectionné pour le Man Booker Prize 2012.
- Requin (Shark, 2014), trad Bernard Hœpffner, Éditions de l'Olivier, 2017.
- Phone, 2017 (non encore traduit)

Self a également sorti des recueils de ses papiers de journaliste, mélangeant interviews de la contre-culture, critiques de restaurants et billets littéraires.
- Junk Mail (1996)
- Sore Sites (2000)
- Feeding Frenzy (2001)

## Récompenses et distinctions
- 1991 : Prix Geoffrey Faber Memorial pour The Quantity Theory of Insanity
- 1998 : Prix de l'Aga Khan pour Tough Tough Toys for Tough Tough Boys

## Crédit d'auteurs
- (en) Cet article est partiellement ou en totalité issu de l’article de Wikipédia en anglais intitulé « Will Self » (voir la liste des auteurs).